# Boyan Yordanov
Pour les articles homonymes, voir Yordanov.
Boyan Yordanov (Боян Йорданов) est un joueur bulgare de volley-ball, né le 12 mars 1983 à Sofia. Il mesure 1,97 m et joue attaquant de pointe. Il totalise 6 sélections en équipe de Bulgarie.

## Clubs
| Club         | Pays     | De          | À           |
| ------------ | -------- | ----------- | ----------- |
| Levski Sofia | Bulgarie | 2002 - 2003 | 2005 - 2006 |
| Olympiakos   | Grèce    | 2006 - 2007 | …           |

## Palmarès
- Championnat de Bulgarie (4)
  - Vainqueur : 2003, 2004, 2005, 2006
- Coupe de Bulgarie (4)
  - Vainqueur : 2002, 2003, 2005, 2006